# Catedral de Treviso
A Catedral de São Pedro Apóstolo (em italiano: Duomo di Treviso), é o principal local de culto na cidade de Treviso e a sede da diocese de mesmo nome. Consagrado a São Pedro, tem vista para a Piazza del Duomo. É um monumento nacional italiano e a sede da Paróquia de São Pedro Apóstolo na Catedral.